# Стад Франсис Ле Бле
Стад Франси́с Ле Бле (фр. Stade Francis-Le Blé) — многофункциональный стадион в городе Брест, Франция. В настоящее время вмещает 15 097 зрителей. Домашняя арена футбольного клуба «Брест». Стадион дважды принимал Суперкубок Франции в 1971 и 1973 годах.

## История
Стадион открылся в 1922 году под именем «Стад де ль’Арморикен» (фр. Stade de l'Armoricaine). Тогдашняя вместимость арены была 1 800 человек. В 1980-е годы на стадионе была проведена реконструкция, после которой вместимость арены увеличилась более чем на 10 000 зрителей. Реконструкция была завершена летом 1982 года.
Тогда же стадион был переименован, получив своё нынешнее название в честь бывшего мэра Бреста. Рекорд посещаемости стадиона установлен 6 августа 1986 года на футбольном матче «Брест» — «Марсель» и составляет 21 619 зрителей.
После ликвидации стоячих мест вместимость арены уменьшилась до 12 934 человек. В 2004 году «Брест» поднялся в Лигу 2. Одновременно было запланировано строительство в одном из пригородов Бреста нового стадиона, который соответствовал бы требованиям лиги и УЕФА. Это намерение до сих пор не реализовано.